# Ricky Williams
Errick Lynne „Ricky“ Williams, Jr. (* 21. Mai 1977 in San Diego, Kalifornien), ist ein ehemaliger US-amerikanischer American-Football-Spieler auf der Position des Runningbacks. Er spielte elf Jahre in der National Football League (NFL) und gewann im College Football die Heisman Trophy.

## Minor League Baseball und College Football
Von 1995 bis 1998 spielte er für Farmteams der Philadelphia Phillies Baseball in den Minor League Baseball. An der University of Texas in Austin spielte er College Football und erzielte 20 NCAA-Rekorde und gewann 1998 die Heisman Trophy und den Walter Camp Award. Seit 2000 wird sein Trikot mit der Nummer 34 bei den Texas Longhorns nicht mehr vergeben. 2015 wurde Williams in die College Football Hall of Fame aufgenommen.

## NFL
Die New Orleans Saints und besonders deren Head Coach Mike Ditka waren von Ricky Williams so überzeugt, dass sie im NFL Draft von 1999 ihre Rechte für ihre sechs Spieler in diesem Jahr, und die Rechte für die erste und dritte Runde im NFL Draft 2000, an die Washington Redskins abgaben, um Williams als einzigen Spieler in dem Draft an fünfter Stelle auszuwählen.
Nach drei Spielzeiten wurde er 2002 zu den Miami Dolphins getauscht, wo er zwei weitere Jahre spielte. Am 14. März 2004 wurde bekannt, dass er im Dezember 2003 positiv auf Marihuana getestet wurde. Dies brachte ihm eine Strafe über 650.000 US-Dollar und eine Sperre für vier Spiele ein. Da er 2004 wiederholt Marihuana konsumiert hatte, zog er sich kurz vor Saisonbeginn im August vom Spiel zurück und studierte Ayurveda. Die Dolphins hatten anschließend eine der schlechtesten Saisons seit Jahren.
Am 24. Juli 2005 kehrte er offiziell zu den Dolphins zurück, wobei er einen Teil seines Handgeldes zurückzahlte. Auf einer Pressekonferenz entschuldigte er sich dafür, die Mannschaft kurz vor dem Saisonstart im Stich gelassen zu haben. Nachdem Williams erneut des Drogengebrauchs überführt wurde, erhielt er eine einjährige Sperre für die Saison 2006. In dieser spielte er stattdessen bei den Toronto Argonauts in der Canadian Football League (CFL).
Zur Saison 2007 kehrte Ricky Williams in die NFL und zu den Dolphins zurück und spielte drei Jahre dort, bevor er 2011 zu den Baltimore Ravens wechselte. Bei den Ravens schaffte er es, mittlerweile nur noch als Ersatz Runningback, als 26. Spieler in der Geschichte der NFL, die 10.000 Yards-Marke zu übertreffen.

## Privat
Williams lebt vegetarisch und ist Unterstützer der Tierrechtsorganisation People for the Ethical Treatment of Animals (PETA). Er wurde mit Sozialer Phobie diagnostiziert und begründet seinen Cannabis-Konsum hiermit; dies würde deutlich besser helfen, als das Medikament Paroxetin.